# Alex Gansa
Alex Gansa es un guionista y productor más conocido como el creador, productor ejecutivo de la serie Homeland de Showtime.
Produjo y escribió varios guiones para la serie de televisión La Bella y la Bestia. Anteriormente, trabajó como escritor y productor supervisor en The X-Files en sus dos primeras temporadas, y en Dawson's Creek en su tercera temporada. Después de eso, participó en la serie de corta duración Wolf Lake, una serie que se centra en un grupo de hombres lobo en el noroeste de América, como productor ejecutivo y escritor. Gansa también participó en la serie de televisión Numb3rs y Entourage de HBO.
También se unió al equipo de redacción de 24 para su séptima temporada. Gansa también es uno de los co-creadores de Homeland, una serie de 2011 para Showtime. 
En 2012, fue nominado y ganó un premio Emmy al mejor guion - Serie dramática por escribir el "Piloto" de Homeland, y también ganó un Emmy a la mejor serie dramática. 